# Sub-Zero (personaggio)
Sub-Zero è un personaggio della serie di videogiochi e opere derivate Mortal Kombat. È uno dei personaggi più iconici e storici, apparso sin dal primo Mortal Kombat e unico confermato in qualsiasi altro gioco principale della serie. 
In realtà quando si parla di Sub-Zero, si identificano due personaggi che hanno rivestito i panni del ninja, impersonato già da Mortal Kombat II dal fratello più giovane di quello della prima edizione, ucciso dal rivale Scorpion nel corso del primo torneo; in Ultimate Mortal Kombat 3 e molte versioni di Mortal Kombat Trilogy appaiono come selezionabili entrambi i lottatori, sia il maggiore sia il più giovane, anche se a livello di concezione e giocabilità il personaggio risulta pressoché invariato, sebbene nella storia e come carattere siano diametralmente opposti. Sub-Zero appare in qualsiasi altra opera cinematografica o televisiva relativa a Mortal Kombat, come la pellicola Mortal Kombat o le serie animate.
La storia dei vari Sub-Zero è stata a mano a mano approfondita nel susseguirsi dei vari videogiochi; il personaggio è stato ultimamente descritto come uno dei discendenti dei Criomanti, un'antica razza di persone capaci di controllare il potere elementale del ghiaccio in varie forme.

## Concezione ed evoluzione
Il nome originale di Sub-Zero, durante lo sviluppo del primo Mortal Kombat (1992), era Tundra; ma fu cambiato in corsa. La ragione del cambiamento sarebbe dovuta al fatto che uno dei disegnatori del personaggio aveva visto la pellicola L'Implacabile, in cui il protagonista Arnold Schwarzenegger lotta contro un personaggio soprannominato appunto Sub-Zero.
Fatto ancora più curioso, Sub-Zero originariamente altro non era, coi dovuti adattamenti, che uno scambio di tavolozza con gli sprite di Scorpion, impersonato quindi dallo stesso attore. Questa operazione portò anche alla creazione dei personaggi ninja nei videogiochi successivi.
Uno dei due principali ispiratori di Mortal Kombat, John Tobias, disse nel 1995 in un'intervista alla EGM che Sub-Zero fu privato della maschera in Mortal Kombat 3 al fine di soddisfare la curiosità degli ammiratori sui retroscena del personaggio Un articolo dell'aprile del 1995 dalla rivista VideoGames, scritto mentre il videogioco era ancora in produzione, riportava anche una prima foto dell'attore John Turk in costume, sebbene egli fosse stato fotografato di proposito da dietro e in penombra, in modo da celare l'identità del personaggio. Il nuovo Sub-Zero fece il suo opportuno debutto sulla copertina di GamePro lo stesso mese con la tenuta rossa di Turk ricolorata di blu (com'era nel gioco), ma la foto usata fu propriamente specchiata, con la cicatrice finita sull'occhio sinistro.
Secondo Ed Boon, il congelamento di Sub-Zero era stato originariamente rimosso dal gioco e sostituito da una pioggia ghiacciata, ma tale scelta fu abbandonata in seguito alle opinioni di alcuni giocatori che provarono una versione da sala giochi (arcade) del gioco.
A partire da Mortal Kombat 3, Sub-Zero ha mostrato una vistosa cicatrice rossa che percorreva il volto del personaggio all'altezza dell'occhio destro come marchio di morte; la cicatrice è divenuta in seguito blu in Mortal Kombat: Deadly Alliance, a causa degli aumentati poteri di Sub-Zero; è sparita in Mortal Kombat: Deception, senza un motivo certo. In Mortal Kombat: Armageddon, Sub-Zero ha nuovamente la cicatrice, che non appare tuttavia nel costume alternativo.
Sin da Deadly Alliance, Sub-Zero è l'unico personaggio che ha mostrato sensibili segni di invecchiamento. Bozzetti da Deadly Alliance lo dipingono brizzolato con stempiamento e un volto più pallido e rugoso, oltre alla consueta cicatrice e i pugni ghiacciati. Sebbene originariamente avesse gli occhi blu, dopo aver ottenuto il Medaglione del Dragone essi diventano bianchi. L'aspetto di Sub-Zero in Shaolin Monks è uno dei più ricorretti del gioco. Il visore dei personaggi, Mark Lappin, eseguì almeno 10 passaggi sul suo disegno, tanto che il produttore Shaun Himmerick fece notare che "passammo letteralmente 5-6 teste e stili di cranio solo per il suo costume"; Himmerick aggiunse che il disegno di Sub-Zero fu molto difficile da realizzare, nonostante che i più poi lo trovassero visivamente assai semplice. In ogni caso, il gruppo di lavoro rimase soddisfatto del risultato finale, in particolare perché era piuttosto fedele all'aspetto tradizionale.
A parte l'immagine del finale di Mortal Kombat II, il personaggio fu originariamente interpretato e doppiato da attori non asiatici; la Midway in seguito spiegò l'aspetto maggiormente caucasico piuttosto che asiatico per un assassino cinese giustificandolo con una madre occidentale: stando a tale ricostruzione, suo padre aveva avuto una moglie, due figli e una figlia mentre si trovava in America, per nascondere il suo ruolo di assassino del Lin Kuei.

## Nei videogiochi

### Storia del personaggio
Il combattente originario che prese il nome di Sub-Zero, il più anziano dei fratelli, si chiamava in realtà Bi-Han (避寒 in cinese), e fu introdotto nel primo Mortal Kombat dove partecipava nel torneo seguendo gli ordini del suo clan, il Lin Kuei, per uccidere lo stregone organizzatore Shang Tsung e impossessarsi delle sue fortune. Bi-Han fallisce la missione e trova anche la morte, ucciso dallo spettro Scorpion, risorto esclusivamente per vendicarsi della propria morte proprio ad opera del criomante in passato. Bi-Han sarebbe tornato in futuro sotto altre spoglie.
Nel gioco seguente, Mortal Kombat II, Bi-Han viene rimpiazzato dal fratello più giovane Kuai Liang (快涼 in cinese), il ninja "Tundra". A seguito della morte del fratello nel primo torneo e alla mancata uccisione di Shang Tsung, sopravvissuto al primo torneo, Kuai Liang viene inviato dal Lin Kuei per completare la missione fallita dal fratello acquisendo l'identità di "Sub-Zero". In Mortal Kombat 3, l'attuale Sub-Zero è in fuga invece dal suo clan perché si rifiuta di farsi trasformare in cyborg come altri compagni. Proprio per punizione, tre dei cyborg creati dal Lin Kuei vengono programmati per dare la caccia ed eliminare Sub-Zero, che proprio in quel momento era stato contattato da Raiden per una delle sue visioni e aveva accettato di unirsi alla ribellione contro la minaccia dell'Outworld.
In Ultimate Mortal Kombat 3 e Mortal Kombat Trilogy, "Classic Sub-Zero" (Bi-Han) appare assieme al Sub-Zero giovane tra i personaggi giocabili. Entrambi i giochi erano collezioni celebrative dei titoli precedenti con praticamente ogni personaggio apparso, anche se la sua presenza era giustificata da una biografia personale che stabiliva che, sebbene fosse creduto morto dopo il primo torneo, in realtà era sopravvissuto e tornato per completare la sua antica missione. In Mortal Kombat Mythologies: Sub-Zero, che sarebbe un prequel del primo Mortal Kombat, lo stregone Quan Chi incarica il Lin Kuei di trovare un antico amuleto. Dopo che il primo Sub-Zero consegna l'amuleto a Quan Chi, è spedito indietro nel Netherrealm da Raiden dopo aver saputo che il talismano è la chiave per liberare il dio Shinnok. Sub-Zero riottiene l'amuleto mentre combatte con Shinnok e lo riporta a Raiden.
In Mortal Kombat 4, Raiden ancora una volta incarica il giovane Sub-Zero di aiutare il suo gruppo nella difesa dell'Earthrealm contro l'antico dio Shinnok. Nel frattempo, Sub-Zero si batte con Scorpion, al quale era stato detto da Quan Chi che avevano ucciso la sua famiglia, ma viene graziato dallo spettro rivale dopo aver scoperto che in realtà l'artefice dell'assassinio era Quan Chi stesso. In Mortal Kombat: Deadly Alliance, Sub-Zero sconfigge Sektor in uno scontro per la leadership del Lin Kuei Clan. Incontra inoltre Frost, sua allieva, portandola a combattere tra i guerrieri dell'Earthrealm contro il gruppo di Shang Tsung e Quan Chi.
In Mortal Kombat: Deception, Sub-Zero si unisce al gruppo di Shujinko per fermare la nuova minaccia rappresentata da Onaga. Si scontra inoltre col suo vecchio fratello corrotto, divenuto lo spettro Noob Saibot. Sia in Deadly Alliance che in Mortal Kombat: Unchained, Sub-Zero arriva a battersi con Frost per la leadership del clan, uscendone però sempre vincitore. In Mortal Kombat: Armageddon, precisamente nel Konquest mode, Sub-Zero fronteggia Taven, che aveva invaso il Palazzo Lin Quei. Lo scontro termina con la decisione di entrambi di unirsi e arrestare l'invasione di Noob Saibot e Smoke. Dopo la sconfitta dei nemici, Sub-Zero rimane con Noob Saibot rimasto esanime per cercare di salvarlo.
In Mortal Kombat: Shaolin Monks, che riprende gli eventi da Mortal Kombat II, Sub-Zero appare all'inizio come boss da sconfiggere, ma in seguita si allea coi protagonisti Liu Kang e Kung Lao per un breve tempo nella ricerca del suo fratello maggiore. Mortal Kombat: Fire & Ice, che avrebbe visto addirittura Sub-Zero e Scorpion cooperare, fu cancellato quando la Paradox Development (Midway Studios – Los Angeles), fallì.
Sub-Zero è giocabile anche nel crossover Mortal Kombat vs DC Universe; nella storyline, Sub-Zero è coinvolto in una guerra tra gli universi fittizi ed è protagonista di uno dei capitoli. Ed Boon ha fatto notare che la controparte DC di Sub-Zero è Batman, visto che sono entrambi "personaggi oscuri, misteriosi e meditabondi."
Entrambe le incarnazioni di Sub-Zero sono apparse nel 2011 nel nuovo Mortal Kombat. Nella modalità storia, mentre Bi-Han viene ucciso da Scorpion e diviene Noob Saibot, il fato di Kuai Liang cambia nel primo torneo a causa dell'intromissione di Raiden; la progressione temporale viene alterata e Sub-Zero viene catturato e trasformato in cyborg al posto di Smoke. È capace tuttavia di conservare le proprie facoltà mentali e si unisce al gruppo di Raiden per fermare Shao Kahn. In ogni caso, viene ucciso dalla moglie di Kahn, Sindel, rimanendo schiavo di Quan Chi nel Netherrealm. In Mortal Kombat X, torna umano grazie alla magia dello stregone e in seguito viene liberato da Raiden. Nel nuovo capitolo combatte ancora per il bene e salva il team di Cassie Cage dalle grinfie di Kotal Kahn. Sempre in Mortal Kombat X, la forma cyborg di Sub-Zero appare, come variante, insieme a Smoke, Cyrax e Sektor nel personaggio Triborg.

### Giocabilità
Quando apparve nel primo Mortal Kombat, Sub-Zero aveva a disposizione soltanto due mosse speciali: la sua sfera ghiacciata e la scivolata a distanza. Queste due tecniche sono divenute un autentico marchio di fabbrica da allora, venendo riproposte in qualsiasi edizione del videogioco. Mortal Kombat II vide l'aggiunta del congelamento del pavimento e due nuove fatality, tra le quali quella ormai celebre dove congela il nemico e lo riduce in pezzi. In Mortal Kombat 3, Sub-Zero vide ulteriori nuove tecniche implementate.
La prima fatality di Sub-Zero, conosciuta come "Spine Rip" ("estrazione della spina dorsale"), è considerata da Boon la sua preferita del primo gioco, così come la "più controversa". Al tempo venne ritenuta troppo brutale e fu aspramente criticata, tanto che in alcune versioni fu rimpiazzata da un'altra fatality a causa dell'estrema violenza: su console SNES, ad esempio, viene riproposta la fatality del capitolo successivo in cui congela l'avversario facendolo poi a pezzi con un colpo. A differenza di altre mosse ripetute di altri personaggi, questa fatality non fu riproposta in seguito in MK2 e 3 (spiegabile col fatto che il personaggio aveva cambiato completamente persona e carattere), sebbene il giovane Sub-Zero la esegua MK4, MKG, MK:SM, MK:A e MK 2011 (in quest'ultimo solo scaricando un DLC). Gli sviluppatori furono costretti a togliere la "Spine Rip" anche da Mortal Kombat vs. DC Universe dato che il gioco era indirizzato ad un pubblico più giovane.
La versione Nintendo 64 di Mortal Kombat Trilogy prevedeva un solo Sub-Zero, mascherato, che eseguiva entrambe le tecniche dei due fratelli, questo a causa della poca capacità di memoria delle cartucce della console. In Mortal Kombat vs. DC Universe, Sub-Zero può anche teletrasportarsi congelandosi e riuscendo dal terreno.

## Film, fumetti e serie animate
Nella serie Blood & Thunder, compare il Sub-Zero, che ha come scopo l'assassinio di Shang Tsung, come nel primo videogioco. Accompagnato dal membro del Lin Kuei, Hydro (personaggio originale creato appositamente per il fumetto), si confronta con Scorpion e riesce a superare le sue paure quando capisce che ciò che alimenta il potere dello spettro è proprio la paura degli avversari. Come gli altri personaggi ottiene il potere dello Tao Te Zhan. Nella serie Battlewave, Sub-Zero si allea con Kitana, Kung Lao e Baraka per spodestare Shao Kahn. Durante il finale di Tournament Edition, Sub-Zero è raffigurato come vincitore del torneo di Shao Khan, sconfiggendo Goro e ottenendo il Medaglione del Drago, nonostante poi sia ucciso da Scorpion. La versione di Mortal Kombat 3 di Sub-Zero ha fatto un breve cameo nelle miniserie della Malibu Comics Battlewave del 1995, nella quale congela un gruppo di membri del Lin Kuei proclamando che il clan era stato corrotto e non era più degno dei suoi servigi. Questa sottotrama non fu mai inserita nei fumetti successivi di Mortal Kombat.
Nello storico film Mortal Kombat, il primo Sub-Zero fu impersonato dall'attore François Petit e svolge il ruolo di guardiano e sicario di Shang Tsung accanto a Scorpion nel torneo. Sebbene Shang Tsung faccia un breve cenno alla loro rivalità all'inizio del film, il loro rapporto non viene approfondito e sembrano entrambi schiavi della volontà dello stregone. Viene ucciso da Liu Kang con una secchiata d'acqua lanciata mentre cercava di congelare tutto l'ambiente circostante. Sub Zero e suo fratello sono citati in Mortal Kombat: Rebirth.
Nel film d'animazione Mortal Kombat: The Journey Begins, il Sub-Zero originale viene nuovamente riproposto come servitore di Shang Tsung assieme a Scorpion, la cui rivalità viene spiegata sommariamente con alcuni flashback di Raiden e presentata in maniera sensibilmente differente dalla storia dei videogiochi.

## Caratteristiche
Sub-Zero è il nome in codice sia di Bi-Han (divenuto poi Noob Saibot), che di Kuai Liang, suo fratello minore (che è il Sub-Zero attuale), e sono entrambi guerrieri appartenenti al clan ninja Lin-Kuei. Di natura e temperamento diversi l'uno dal altro, Bi-Han è un uomo freddo, calcolatore e brutale, che esercita la sua autorità con un'intransigenza ai limiti della tirannia, mentre Kuai-Liang è invece più moderato e magnanimo.
Essi appartengono a una razza umanoide conosciuta come criomanti, delle creature investite del potere elementale del ghiaccio, che possono manipolare a loro piacimento.
Il loro aspetto, che apparentemente può sembrare pressoché identico, presenta tuttavia delle piccole, ma significative differenze: Bi-Han ha gli occhi scuri, ed essendo morto prematuramente, quando risorge come Noob Saibot conserva l'aspetto di un uomo sulla trentina di anni di età. Kuai-Liang presenta invece degli occhi azzurri, uno dei quali deturpato da una cicatrice, e appare come un uomo di mezza età.

## Storia

### Bi-Han
Bi-Han, alias il primo Sub-Zero, appartiene a un clan di ninja chiamato Lin-Kuei. Prima di partecipare al torneo indetto da Shang Tsung, fu mandato dal suo clan in missione ai Templi Shaolin per recuperare un'antica pergamena, la quale mostrava un percorso dove alla fine avrebbe trovato un amuleto. A convincere i Gran Maestri del Lin-Kuei a mandare Sub-Zero in missione fu in realtà lo stregone errante Quan Chi, il quale, sapendo che l'amuleto era protetto dagli Dei Elementali e quindi non poteva affrontarli di sua mano, aveva bisogno di qualcuno che potesse tenere loro testa, e quel qualcuno era proprio Sub-Zero.
Nei Templi Shaolin, Bi-Han incontrò, affrontò e uccise Hanzo Hasashi, colui che sarebbe chiamato Scorpion, il quale era stato mandato per lo stesso motivo in quel luogo. Bi-Han compì infine la sua missione, ma venne rimproverato da Raiden, il dio del tuono, il quale lo mise in guardia dalla figura di Quan Chi (e dal suo vero intento, ovvero risvegliare l'antico dio decaduto Shinnok) e lo incaricò di recuperare l'amuleto affinché non potesse cadere in mano dello stregone. Il ninja affrontò quindi un lungo cammino e, affrontati anche gli dei elementali che erano posti a guardia dell'amuleto, toccò a Quan Chi; questi aveva però a sua disposizione le proprie assassine personali, demoni del Regno Occulto (il Netherrealm) tramutati in donne: tra queste spiccava Sareena, la quale, incontrato Sub-Zero, decise di scappare dalle grinfie di Quan Chi. Grazie all'amuleto, sottratto al ninja che l'aveva recuperato dopo aver sconfitto gli dei elementali, Quan Chi riuscì a liberare una prima volta Shinnok, il quale si scontrò con Sub-Zero, ma venne infine sconfitto mentre Quan Chi ne approfittò per fuggire.
Raiden ringraziò Sub-Zero per aver salvato la Terra, e il ninja ritornò alla base del Lin-Kuei, per poi ripartire di nuovo, stavolta verso il torneo del Mortal Kombat organizzato da Shang Tsung, nel quale rappresentava il Lin-Kuei. Ma più che rappresentare il Lin Kuei, il clan era in realtà stato pagato da uno dei nemici di Shang Tsung per ucciderlo. Inaspettatamente, al torneo parteciperà anche Scorpion, che, desideroso di vendicare la prematura morte avvenuta per mano di Sub-Zero, lo raggiungerà e riuscirà infine a ucciderlo. L'anima di Sub-Zero scende nel Regno Occulto priva di emozioni e di compassione, e si reincarnerà in Noob Saibot, il guerriero ombra alleato di Shinnok, mentre il posto del Sub-Zero attuale verrà preso dal fratello, Kuai Liang.

### Kuai Liang
Saputo della morte del primo Sub-Zero al torneo e delle voci della sopravvivenza di Shang Tsung, il Lin Kuei manda subito un altro assassino per portare a termine la missione, trattasi di Kuai Liang, il fratello minore del Sub-Zero originale. Questi partecipa quindi al torneo nell'Outworld (il Regno Esterno) indetto dall'Imperatore Shao Kahn con l'intento di riuscire dove il fratello aveva fallito; con sé porta anche il suo amico e compagno Smoke. Le voci del ritorno del ninja criomante raggiungono gli Inferi, tanto che Scorpion crede che sia lo stesso Sub-Zero che aveva ucciso nel precedente torneo; si ricrede però quando osserva che questo Sub-Zero risparmia la vita di un avversario sconfitto. Anche questa volta la missione di uccidere Shang Tsung fallisce, ma Sub-Zero sopravvive e ritorna alla base con l'amico Smoke; i due però notano e comprendono che il Lin Kuei stava creando dei ninja cibernetici e che anche loro sarebbero stati automatizzati. Ritenendo il clan indegno di questa decisione, Kuai Liang decide di scappare insieme a Smoke, ma mentre lui riesce nel suo intento, Smoke viene catturato e automatizzato. Avendo infranto i Sacri Codici d'Onore e abbandonando il clan, è ora segnato a morte, solo che i suoi inseguitori sono delle macchine, comandati da Cyrax, Sektor e lo stesso Smoke, automi privi di anima programmati per catturarlo e ucciderlo. In Mortal Kombat 3 e 4, Sub-Zero si è dunque tolto la maschera, segno del suo tradimento. Dopo che Sektor distrugge il Lin Kuei, Sub-Zero ne diviene il nuovo Gran Maestro e, grazie anche all'amuleto di Shinnok (rubato da suo fratello anni prima), rafforza i suoi poteri criogenici. Organizza poi un torneo per trovare nuove reclute, vinto dalla misteriosa Frost, che diventa la sua allieva prediletta, ignaro però della sua follia.
In Mortal Kombat: Deadly Alliance Sub-Zero è alleato con i guerrieri della Terra contro l'alleanza mortale di Shang Tsung e Quan Chi, e alla fine, mentre si trova nel Regno Esterno, viene tradito da Frost, che tenta di ucciderlo per avere il suo medaglione; Frost riesce a rubarlo, ma rimane sopraffatta dal potere e rimane congelata in una grotta. Guardandosi attorno, Sub-Zero nota che la grotta è appartenuta ad una razza estinta, che poi scopre essere i criomanti, dai quali discende anche lui. Come omaggio alla sua discendenza appena scoperta, egli prende un'armatura presente nella grotta e decide di usarla per l'avvenire. Successivamente incontra il redivivo Kenshi, con il quale decide di fuggire dal Regno Esterno dopo aver sconfitto Hotaru. Tornato al Tempio Lin Kuei sulla Terra, Sub-Zero trova Frost delirante che tenta di uccidere i membri del Lin Kuei, poiché vede Sub-Zero in ognuno di essi; Sub-Zero attacca Frost e la congela, intrappolandola nella sala-sepolcro del defunto Lin Kuei.
All'inizio di Mortal Kombat: Armageddon Taven raggiunge il Tempio Lin Kuei (un tempo di sua madre) e Sub-Zero lo scambia per un intruso e lo attacca. Il tempio viene poi attaccato dalla Fratellanza dell'Ombra di Noob Saibot e Smoke; Sub-Zero viene sconfitto da Noob ma salvato da Taven che sconfigge quest'ultimo. Sub-Zero decide quindi di tentare di liberare il fratello dall'oscurità, ora che lo ha catturato, ma non si sa se ci riesca o no. Nel suo finale di Armageddon, egli uccide Blaze e ottiene un potere tale da diventare il Dio del Ghiaccio. Ma essendo una divinità falsa, gli Dei Anziani inviano i loro campioni ad ucciderlo. Non ci è dato sapere se sopravviva o no.

### Nuova linea temporale
Oltre ad apparire in Mortal Kombat vs DC Universe, Sub-Zero apparirà anche in Mortal Kombat (2011), che riprende la storia dal primo gioco, e quindi dal primo torneo, essendo una rivisitazione della narrazione dei suoi avvenimenti a causa del collegamento telepatico tra il Raiden dell'Armageddon e quello del primo torneo. La prima parte della modalità Storia segue quindi gli eventi del gioco per quanto riguarda Scorpion e il primo Sub-Zero: Raiden tenta di dissuadere il primo dall'uccidere il secondo e, allo scontro finale tra i due ninja, Scorpion risparmia l'avversario; Quan Chi però appare e fa comparire una falsa visione dove Bi-Han uccide Harumi e Satoshi, i figli di Hanzo Hasashi, e il ninja del Regno Occulto, preso dalla rabbia, decide di uccidere Bi-Han.
Volendo scoprire cosa sia successo al fratello maggiore, Kuai Liang cessa di essere Tundra, com'era chiamato prima, veste gli abiti del fratello, prende il nome in codice di Sub-Zero e si reca di nascosto nel Regno Esterno insieme a Smoke alla ricerca di Shang Tsung per avere delle risposte in merito alla fine di Bi Han. Dopo aver soccorso Jax e Sonya dall'attacco di Ermac, viene a sapere dai due che il responsabile della morte del fratello è Scorpion. Recatosi al torneo, Sub-Zero chiede di poter affrontare il ninja del Regno Occulto, che l'imperatore, inizialmente riluttante, fa evocare a Quan Chi. Kuai Liang ne esce vincitore, ma i cyber ninja del Lin Kuei, capeggiati da Cyrax e Sektor, lo catturano e chiedono a Shao Khan di lasciarlo a loro in cambio della fedeltà del Lin Kuei; potendo contare su nuovi potenti alleati, Shao Khan lascia Sub-Zero nelle mani dei Lin Kuei, dai quali verrà poi automatizzato e trasformato in Cyber Sub-Zero, detto anche Unità LK-52O. Il cyborg viene però sconfitto da Kabal, e portato da lui da Raiden e seguaci, che lo riprogrammano in modo che non sia più costretto a seguire gli ordini del Lin Kuei; e così, seppur ancora un cyborg, Kuai Liang si unisce all'esercito di Raiden. Poco dopo, mentre il dio del tuono si trova con Liu Kang al cospetto degli Dei Anziani, Sindel guida una truppa del Cyber Lin Kuei e attacca la Cattedrale dove si trovano i seguaci di Raiden: nella battaglia che segue, Sindel uccide da sola Kabal, Jax, Jade, Stryker, Smoke e lo stesso Kuai Liang, prima di uccidere anche Kitana, e viene fatta fuori soltanto tramite il sacrificio di Nightwolf. Le anime di questi otto guerrieri cadono così sotto il controllo di Quan Chi (a cui già era caduto Kung Lao, ucciso da Shao Khan), anche se Kuai Liang ritornerà in forma pseudo-umana.
Approfittando dell'indebolimento della Terra e del Regno Esterno, Quan Chi e Shinnok attaccano questo primo reame, ma trovano una forte resistenza da parte di Raiden, Fujin, Johnny Cage e Sonya. Dopo che Shinnok viene sconfitto da Cage e rinchiuso di nuovo nell'amuleto, Raiden, Sonya e Cage guidano un attacco nella fortezza di Quan Chi, dove lo stregone è assistito da Scorpion, Jax e Kuai Liang: nonostante Cage rischi la morte, Sonya batte lo stregone e Raiden distrugge la sua magia che trasforma i defunti in Revenant, riportando completamente in vita Jax, Scorpion e Sub-Zero.
Nei fumetti che segnano la storia prima di Mortal Kombat X, Kuai Liang si risveglia dopo mesi nel Tempio del Cielo di Raiden, il quale lo incarica di recuperare un Kamidogu, un pugnale rubato dal clan criminale del Dragone Rosso. Sub-Zero si dirige a un tempio in Cina, ma non trova il pugnale, e viene colpito da Kano, che invece lo possiede e lo usa per cicatrizzargli l'occhio; dopo aver scoperto che il pugnale fa sì che coloro che ne vengono colpiti ne vengano posseduti (e possono essere liberati solo con la morte), Sub-Zero strappa il pugnale dalle mani di Kano e riesce a scappare dal tempio.
Anni dopo, egli si rifugia a Bukittinggi, in Indonesia, mentre tenta di scappare dal Cyber Lin Kuei; viene infine raggiunto, ed è dunque costretto a offrire il suo sangue, invocando il Codice del Sangue e rendendosi assai più forte di prima. Questo però lo porta eventualmente anche a congelare la città di Kahishari in Giappone, uccidendo migliaia di innocenti. Rifugiatosi in un tempio congelato, viene raggiunto da Hanzo e dal suo allievo Takahashi Takeda, che si preparano a fermarlo anche a costo di ucciderlo. Nella lotta che segue tra i due ninja, Sub-Zero ha il sopravvento fisico ed emotivo su Scorpion/Hanzo, ma all'improvviso Takeda gli ruba il Kamidogu. Divertito, il demone che possiede Sub-Zero usa l'ultima goccia della sua Magia del Sangue per congelare entrambi gli Shirai Ryu, il che libera Sub-Zero dalla possessione. Scorpion si libera e attacca un Sub-Zero ora libero dal demone, ma alla fine il ninja criomante condivide la verità con l'ex-ninja spettro, che però continua a non credergli ed è sul punto di ucciderlo, salvo venire fermato dal suo allievo Takeda; i due Shirai Ryu lasciano comunque Sub-Zero a morire, ma il ninja criomante viene soccorso da Bo' Rai Cho che lo porta a Pura Bratan, in Indonesia, per allenarlo in privato.
Sub-Zero e Bo' Rai Cho vengono a sapere della posizione dell'esercito di Sektor, un vecchio rifugio atomico, e lo attaccano; raggiungono poi uno dei computer, che infettano con un virus. Kuai viene però infine preso dai cyborg che intendono automatizzarlo di nuovo e lo portano dal loro maestro: il ninja criomante rivela però a Sektor e Cyrax che il virus sta liberando tutti i cyborg; Sektor ordina a Cyrax di riformattare il sistema, ma l'altro esita, permettendo a Sub-Zero di liberarsi. Conservando ancora la sua umanità, Cyrax si ribella contro il suo ex-compagno, e Sub-Zero lo aiuta a sterminare il suo esercito; alla fine, Sub-Zero strappa la testa a Sektor, e i cyborg si trovano a nominare Cyrax come loro nuovo capo. Il cyborg giallo annuncia però che, nonostante siano liberi dalla loro schiavitù, i Lin Kuei hanno perso il loro onore: ringraziando Kuai per aver combattuto un'ultima volta con lui, egli attiva dunque il suo dispositivo di autodistruzione e, prima di morire insieme a tutti i cyborg, nomina Kuai come nuovo maestro del Lin Kuei. Sub-Zero sopravvive all'esplosione, e salva poi Bo' Rai Cho che era in fiamme; si ritira poi in Arctika per parecchie settimane, fondandovi un nuovo palazzo del Lin Kuei, ma un giorno viene avvicinata da una giovane di nome Frost, accompagnata da numerosi di altri guerrieri che desiderano partecipare a un torneo per il Lin Kuei.
Negli eventi del gioco, Kuai viene raggiunto da Hanzo, che riceve un'accoglienza sgradita da parte di Frost. Hanzo sconfigge quest'ultima, e Sub-Zero, dopo aver chiarito il malinteso, usa i dati raccolti nella testa di Sektor per rivelargli la verità sulla morte della sua famiglia e del suo clan, di cui Quan Chi è il vero responsabile. La verità permette ai due ninja di seppellire finalmente l'ascia di guerra, piantando i semi di un rispetto reciproco.
Cinque anni dopo, il tempio del Lin Kuei viene raggiunto dalla squadra di Cassie Cage, Kung Jin, Jacqui Briggs e Takeda; non volendo conversare con loro, Sub-Zero e i suoi guerrieri li affrontano e li sconfiggono, per poi rivelare che la battaglia era in realtà una prova inscenata da lui e Johnny per verificare il potenziale e l'unità della squadra. In seguito, quando Kotal Khan e le sue guardie del corpo attaccano la squadra di Cassie, Sub-Zero interviene e aiuta i terrestri a respingere l'attacco.

## Apparizioni
- Mortal Kombat (1992)
- Mortal Kombat II
- Mortal Kombat 3
- Ultimate Mortal Kombat 3
- Mortal Kombat Trilogy
- Mortal Kombat 4
- Mortal Kombat Gold
- Mortal Kombat: Deadly Alliance
- Mortal Kombat: Tournament Edition
- Mortal Kombat: Deception
- Mortal Kombat: Unchained
- Mortal Kombat: Armageddon
- Mortal Kombat Mythologies: Sub-Zero
- Mortal Kombat: Shaolin Monks
- Mortal Kombat vs DC Universe
- Mortal Kombat (2011)
- Mortal Kombat X
- Injustice 2 (DLC)
- Mortal Kombat 11
- Mortal Kombat 1